# كونون
كونون (630 - 21 سبتمبر 687) هو بابا الكنيسة الكاثوليكية وقد انتخب في 21 أكتوبر 686 ووفاته في 21 سبتمبر من العام التالي, وقد دفن في كاتدرائية القديس بطرس.
قام البابا كونون بتنصيب قسطنطين، وهو شماس من كنيسة سيراكوز، ليحل محله دون استشارة الكهنة الرومان. غير أن قسطنطين هذا لم يسئ استخدام منصبه فحسب بل سبب بلبلة بين الناس مما دفع البابا إلى توجيه أوامر إلى ممثلي الإمبراطور في أنطاكية للقبض على قسطنطين وزجّه في السجن. ثم كتب البابا إلى كهنة أنطاكية لاختيار بطريرك يحل محله. ومن ثم اجتمع الكهنة واختاروا يوحنا مارون ليكون بطريركهم الجديد خلفاً لثيوفانس.